# 317715 Guydetienne
317715 Guydetienne este o planetă minoră (asteroid) din centura de asteroizi. A fost descoperită pe 24 august 2003 la Saint-Sulpice de Observatoire de Saint-Sulpice⁠(d). 
Obiectul prezintă o orbită caracterizată de o semiaxă mare de 2,8828932385991 UAi, o excentricitate de 0,1, o înclinație de 9,3 ° în raport cu ecliptica.